# Савва (Советов)
Архиепи́скоп Са́вва (пол. Arcybiskup Sawa, в миру Гео́ргий Евге́ньевич Сове́тов; 6 апреля 1898, Санкт-Петербург — 21 мая 1951, Лондон) — епископ Польской православной церкви из русских белоэмигрантов, епископ Гродненский, с сентября 1939 года в изгнании. С 1943 года до окончания Второй мировой войны был главой православного духовенства Польских вооруженных сил на Западе.

## Биография
Родился 6 апреля 1898 года в Санкт-Петербурге. Отец был офицером, происходил из потомственных дворян Московской губернии; мать — итальянка, жившая в России.
В 1915 году окончил Петроградскую Императора Александра I классическую гимназию.
В 1916 году окончил ускоренный выпуск Пажеского корпуса.
С 1916 до 1920 года был офицером Русской армии. Служил в лейб-гвардии гренадерском полку, получил несколько боевых отличий; в ходе Гражданской войны участвовал в Ледовом походе.
После поражения армии Врангеля в ноябре 1920 года покинул Россию и поселился в Сербии (Королевство сербов, хорватов и словенцев).
В 1922 году поступил на Богословский факультет Белградского университета.
В декабре 1922 года в сербском монастыре Петковица пострижен в монашество с именем Савва.
В феврале 1923 года на Сретение Господне в Белградском кафедральном соборе епископом Шабацким Михаилом (Урошевичем) посвящён во иеродиакона с назначением к Белградской русской церкви.
В мае 1925 года митрополитом Киевским и Галицким Антонием (Храповицким) рукоположён во иеромонаха с назначением настоятелем Свято-Николаевской подворья в Бари (Италия).
15 октября 1926 года окончил Богословский факультет Белградского университета.
В конце 1926 года переезжает в Польшу и назначается ректором митрополитального интерната для студентов богословского отдела Варшавского университета.
Летом 1927 года командирован митрополитом Варшавским Дионисием (Валединским) на Белевские хутора Ровенского уезда Волынской епархии, где обновилась чудотворная икона Божией Матери «Взыскание погибших» для сбора средств на постройку церкви.
В январе 1928 года выехал из Польши. Проходил служение сначала в Мюнхене, а затем в Будапеште.
В конце 1928 года получено разрешение гражданских властей на возвращение в Польшу. По возвращении назначен домашним священником митрополита Дионисия.
В Вербное воскресенье 1929 года возведён митрополитом Варшавским Дионисием в митрополичьем Марие-Магдалининском храме в Варшаве в сан архимандрита.
В ноябре 1929 года назначен директором Государственного интерната для студентов богословского отдела Варшавского университета.
В 1930 году в качестве делегата от Православной Церкви в Польше присутствовал на Ламбетской конференции в Лондоне по вопросу о сближении Православной и Англиканской Церквей.
В 1931 году сопровождал митрополита Дионисия на годичное собрание Комитета продолжения Лозаннской Всемирной конференции Веры и Строя Церковного в Англии.
В январе 1931 года назначен благочинным мужских и женских монастырей Варшавско-Холмской и Волынской епархий.
3 апреля 1932 года хиротонисан во епископа Люблинского, викария Варшавской епархии.
С 1937 года — епископ Гродненский.
Был почетным членом «научно-исследовательского института» в Гродно по полонизации православной церкви.
В сентябре 1939 года, ввиду занятия войсками СССР территории его епархии, выехал из Гродна в Литву. Потом поехал в Берлин, где встретился с архиепископом Серафимом (Ляде), от которого получил предложение управлять православной церковью в Генерал-губернаторстве, которое не принял.
В 1940—1943 годах посещал Константинопольского, Сербского и Антиохийского патриархов с целью добиться поддержки Польской Автокефальной Православной Церкви и сохранения её довоенной канонической территории. Закончил также в Вашингтоне богословское образование.
В 1943 году уехал в Лондон, где 29 ноября стал исполняющим обязанности военного православного епископа в звании бригадного генерала на время войны. Был начальником православного духовенства Польских Вооружённых Сил на Западе. Это было первое в истории Войска польского назначение православного военного епископа. С солдатами II Корпуса прошёл весь боевой путь. Подготовил молитвослов на польском языке для православных солдат и был автором идеи журнала Польский Православный Солдат (пол. Polski Żołnierz Prawosławny).
По окончании военных действий остался в Лондоне как администратор польскоязычных православных приходов.
В апреле 1947 года митрополитом Дионисием возведён в достоинство архиепископа.
Умер 21 мая 1951 года в Лондоне. Похоронен на Бромптонском кладбище.
31 декабря 2012 года состоялось перезахоронение его праха на Вольском православном кладбище в Варшаве.